# Lubomír Traub
Lubomír Traub (* 24. června 1969 Zlín) je český bankovní manažer, v letech 2020 až 2024 zastupitel a náměstek hejtmana Zlínského kraje, od roku 2022 zastupitel města Zlína, člen ODS.

## Život
Absolvoval střední průmyslovou školu ve Zlíně, na International Business School v Brně vystudoval v letech 2004 až 2011 obor ekonomika a management (získal titul MSc.).
Zhruba 30 let se pohybuje v oblasti obchodu, z toho polovinu let v rámci segmentu financí, kde získal řadu cenných zkušeností v prostředí nadnárodních bank a pojišťoven na manažerských pozicích v České republice a na Slovensku. V letech 2004 až 2006 pracoval pro Provident Financial, v letech 2006 až 2009 byl ředitelem regionální kanceláře (branch managerem) Aviva Life Insurance Company, v letech 2009 až 2013 pak oblastním ředitelem retailového bankovnictví u České spořitelny a v letech 2014 až 2016 regionálním ředitelem pro VPA retail u České pojišťovny.
Lubomír Traub žije ve městě Zlín. S partnerkou Andreou vychovává dvě děti – Tomáše a Vanesu. Rád lyžuje a věnuje se horské turistice.

## Politické působení
V krajských volbách v roce 2020 byl lídrem ODS ve Zlínském kraji a byl zvolen krajským zastupitelem. Dne 10. listopadu 2020 se navíc stal náměstkem hejtmana Zlínského kraje pro strategický rozvoj, územní plánování a cestovní ruch. Ve volbách v roce 2024 však již nekandidoval.
V komunálních volbách v roce 2022 byl zvolen za ODS zastupitelem města Zlína.